# Pomijača
Pomijača (Servisch cyrillisch Помијача) is een plaats in de Servische gemeente Loznica. De plaats telt 201 inwoners (2002).